# Susqueda (ort)
Susqueda är en ort i Spanien.   Den ligger i provinsen Girona och regionen Katalonien, i den östra delen av landet, 500 km öster om huvudstaden Madrid. 